# Cannock
Cannock este un oraș în comitatul Staffordshire, regiunea West Midlands, Anglia. Orașul se află în districtul Cannock Chase a cărui reședință este.